# 横山健堂

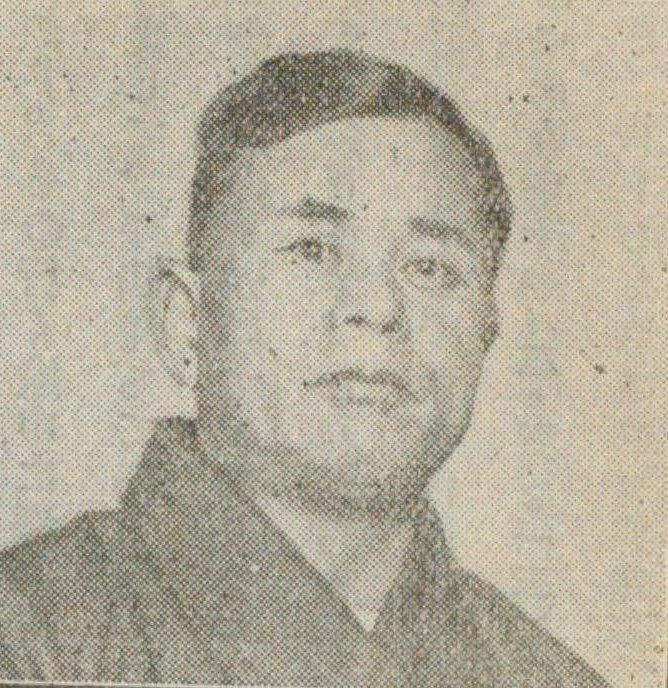
横山健堂

横山 健堂（よこやま けんどう、1872年12月5日（明治5年11月5日） - 1943年（昭和18年）12月24日）は、日本の評論家。
山口県出身。本名は達三。東京帝国大学卒。明治41年（1908年）から黒頭巾の名で『読売新聞』に「新人国記」を連載した。維新史などの評論を書き、のち駒澤大学教授。子は俳人・医師の横山白虹。孫は俳人の寺井谷子。
長州藩に伝わる専當流を学んでいた。

## 著書
- 初等帝国史 横山達三 大日本図書 1899.4
- 日本近世教育史 横山達三 同文館 1904.5
- 教育史余材 横山健堂(達三) 開発社 1908.3
- 現代人物競 黒頭巾 読売新聞社 1908.9
- 現代人物管見 易風社 1910.5
- 新人国記 横山達三 敬文館 1911.5
- 文芸地理東海道五十三次 前川文栄閣 1911.7
- 旧藩と新人物 横山健堂(達三) 敬文堂 1911.9
- 趣味の人 新潮社 1911.10
- 趣味 横山健堂(達三) 実業之日本社 1912.3
- 趣味と人物 中央書院 1913
- 大将乃木 敬文館 1913
- 人物研究と史論 金港堂書籍 1913
- 薩摩と琉球 中央書院 1914
- 文部大臣を中心として評論せる日本教育の変遷 中興館書店 1914
- 鉛筆だより 春陽堂 1914
- 人物と事業 東亜堂書房 1915 (縮刷名著叢書)
- 大将東郷 春陽堂 1915
- 大西郷 弘学館書店 1915
- 山水と人物 小谷野作 1915
- 伯大隈 黒頭巾 実業之日本社 1915
- 怪光 黒頭巾 駸々堂書店 1916 (痛快文庫)
- 潜航海賊船 黒頭巾 駸々堂 1916 (痛快文庫)
- 高杉晋作 武侠世界社 1916
- 義民宗吾 日東堂 1916
- 石雲録 文正堂書店 1916
- 快心録 日東堂 1916
- 防長之精華 山口響海館 1916
- 大聖空海 弘学館書店 1918
- 秀吉と家康 東亜堂書房 1918
- 法網を潜る人々 黒頭巾 大東書院 1929
- 長周游覧記 郷土研究社 1930
- 師範出身の異彩ある人物 南光社 1933
- 峰間鹿水伝 峰間氏還暦祝賀会記念刊行会 1933
- 錦帯橋国風景記 岩国町 1936
- 松井大将伝 八紘社 1938
- 嘉納先生伝 講道館 1941
- 日本相撲史 冨山房 1943
- 日本武道史 三省堂 1943
- 大西郷兄弟 宮越太陽堂 1944
- 松浦武四郎 北海出版社、1944

## 参考
- 新潮日本人名事典